# Oberems (Szwajcaria)
Oberems (gsw. Oberäms) – miejscowość i gmina (Politische Gemeinde) w południowej Szwajcarii, w kantonie Valais, w okręgu (Bezirk) Leuk. 

## Demografia
W Oberems mieszka 121 osób. W 2021 roku 1,7% populacji gminy stanowiły osoby urodzone poza Szwajcarią. 